# Primo Sentimenti
Primo Sentimenti (Bomporto, 28 dicembre 1926 – Bomporto, 13 ottobre 2016) è stato un calciatore e allenatore di calcio italiano, di ruolo difensore.
È il quinto di cinque fratelli: Ennio (I), Arnaldo (II), Vittorio (III) e Lucidio (IV), pertanto è noto anche come Sentimenti V. Il suo soprannome da calciatore era Pagaia.

## Biografia

### La famiglia Sentimenti
La famiglia Sentimenti comprendeva diversi giocatori di calcio:
|  |  |                  |                  |                  |                  |                  |                  |  |  |                                                      |                                                      |                                                      |                                                      |                                                      |                                                      |  |  | Arturo Sentimenti                                        | Arturo Sentimenti                                        | Arturo Sentimenti                                        | Arturo Sentimenti                                        | Arturo Sentimenti                                        | Arturo Sentimenti                                        |  |  |                                                        |                                                        |                                                        |                                                        | Augusta Sentimenti                                     | Augusta Sentimenti                                     | Augusta Sentimenti | Augusta Sentimenti | Augusta Sentimenti                                    | Augusta Sentimenti                                    |                                                       |                                                       |                                                       |                                                       |  |  |                                                  |                                                  |                                                  |                                                  |                                                  |                                                  |
|  |  |                  |                  |                  |                  |                  |                  |  |  |                                                      |                                                      |                                                      |                                                      |                                                      |                                                      |  |  | Arturo Sentimenti                                        | Arturo Sentimenti                                        | Arturo Sentimenti                                        | Arturo Sentimenti                                        | Arturo Sentimenti                                        | Arturo Sentimenti                                        |  |  |                                                        |                                                        |                                                        |                                                        | Augusta Sentimenti                                     | Augusta Sentimenti                                     | Augusta Sentimenti | Augusta Sentimenti | Augusta Sentimenti                                    | Augusta Sentimenti                                    |                                                       |                                                       |                                                       |                                                       |  |  |                                                  |                                                  |                                                  |                                                  |                                                  |                                                  |
|  |  |                  |                  |                  |                  |                  |                  |  |  |                                                      |                                                      |                                                      |                                                      |                                                      |                                                      |  |  |                                                          |                                                          |                                                          |                                                          |                                                          |                                                          |  |  |                                                        |                                                        |                                                        |                                                        |                                                        |                                                        |                    |                    |                                                       |                                                       |                                                       |                                                       |                                                       |                                                       |  |  |                                                  |                                                  |                                                  |                                                  |                                                  |                                                  |
|  |  |                  |                  |                  |                  |                  |                  |  |  |                                                      |                                                      |                                                      |                                                      |                                                      |                                                      |  |  |                                                          |                                                          |                                                          |                                                          |                                                          |                                                          |  |  |                                                        |                                                        |                                                        |                                                        |                                                        |                                                        |                    |                    |                                                       |                                                       |                                                       |                                                       |                                                       |                                                       |  |  |                                                  |                                                  |                                                  |                                                  |                                                  |                                                  |
|  |  | Ennio Sentimenti | Ennio Sentimenti | Ennio Sentimenti | Ennio Sentimenti | Ennio Sentimenti | Ennio Sentimenti |  |  | Arnaldo Sentimenti (24 maggio 1914 - 12 giugno 1997) | Arnaldo Sentimenti (24 maggio 1914 - 12 giugno 1997) | Arnaldo Sentimenti (24 maggio 1914 - 12 giugno 1997) | Arnaldo Sentimenti (24 maggio 1914 - 12 giugno 1997) | Arnaldo Sentimenti (24 maggio 1914 - 12 giugno 1997) | Arnaldo Sentimenti (24 maggio 1914 - 12 giugno 1997) |  |  | Vittorio Sentimenti (18 agosto 1918 - 27 settembre 2004) | Vittorio Sentimenti (18 agosto 1918 - 27 settembre 2004) | Vittorio Sentimenti (18 agosto 1918 - 27 settembre 2004) | Vittorio Sentimenti (18 agosto 1918 - 27 settembre 2004) | Vittorio Sentimenti (18 agosto 1918 - 27 settembre 2004) | Vittorio Sentimenti (18 agosto 1918 - 27 settembre 2004) |  |  | Lucidio Sentimenti (1º luglio 1920 - 28 novembre 2014) | Lucidio Sentimenti (1º luglio 1920 - 28 novembre 2014) | Lucidio Sentimenti (1º luglio 1920 - 28 novembre 2014) | Lucidio Sentimenti (1º luglio 1920 - 28 novembre 2014) | Lucidio Sentimenti (1º luglio 1920 - 28 novembre 2014) | Lucidio Sentimenti (1º luglio 1920 - 28 novembre 2014) |                    |                    | Primo Sentimenti (28 dicembre 1926 - 13 ottobre 2016) | Primo Sentimenti (28 dicembre 1926 - 13 ottobre 2016) | Primo Sentimenti (28 dicembre 1926 - 13 ottobre 2016) | Primo Sentimenti (28 dicembre 1926 - 13 ottobre 2016) | Primo Sentimenti (28 dicembre 1926 - 13 ottobre 2016) | Primo Sentimenti (28 dicembre 1926 - 13 ottobre 2016) |  |  | Lino Sentimenti (25 giugno 1929 - 9 luglio 2020) | Lino Sentimenti (25 giugno 1929 - 9 luglio 2020) | Lino Sentimenti (25 giugno 1929 - 9 luglio 2020) | Lino Sentimenti (25 giugno 1929 - 9 luglio 2020) | Lino Sentimenti (25 giugno 1929 - 9 luglio 2020) | Lino Sentimenti (25 giugno 1929 - 9 luglio 2020) |

## Carriera

Sentimenti V (penultimo in piedi, a destra) nel prepartita di Lazio-Legnano 1-1 del 20 settembre 1953.

Inizia la carriera con il Modena dove rimane per quattro stagioni prima di trasferirsi al Bari nel 1949-1950. Dopo un anno in Puglia, viene acquistato dalla Lazio dove militano già i fratelli Vittorio e Lucidio. Con la maglia biancoceleste disputa sette campionati collezionando di 201 presenze e 9 reti.
Nel 1957-1958 passa all'Udinese, due anni in Friuli prima di chiudere la sua carriera professionistica nel Parma in Serie B. La sua ultima esperienza da calciatore sarà nell'Ostiglia.
Elemento duttile, riesce a ricoprire tutti i ruoli della difesa e si disimpegna a centrocampo. Nella prima stagione romana si mette in evidenza anche sottoporta, realizzando ben 7 gol.
Ha collezionato complessivamente 330 presenze e 27 reti in Serie A.